# COVID-19 в Казахстане
Первые случаи коронавирусной инфекции COVID-19 были зарегистрированы на территории Казахстана 13 марта 2020 года. Первым заразившимся в Казахстане был судья города Астана Тлектес Барпибаев, который посещал своих близких в Германии. По официальной статистике, на 13 октября 2021 года в Казахстане выявлено 990 461 лабораторно подтвержденных случаев заражения, выздоровели 854 976 человек, а также скончались 11 672 человек.
Для предотвращения распространения заболевания с 16 марта до 11 мая 2020 года в стране был введён режим чрезвычайного положения: были установлены ограничения на въезд и выезд из страны, во всех регионах введён карантин либо другие ограничительные меры, приостановлена деятельность крупных непродовольственных объектов торговли, кинотеатров и других мест с массовым скоплением людей.
5 июля 2020 года в Казахстане начал действовать режим строгой изоляции. Все объекты закрылись, кроме продуктовых магазинов, аптек, кафе (с сохранением социального дистанцирования), аэропортов (внутренние рейсы).
8 июля 2020 года президент Казахстана Касым-Жомарт Токаев объявил 13 июля днём национального траура по умершим из-за коронавируса COVID-19. «Я выражаю соболезнования всем тем, кто потерял близких, поэтому 13 июля объявляю днем национального траура»,— сказал президент Токаев во время телеобращения.

## Предварительные меры

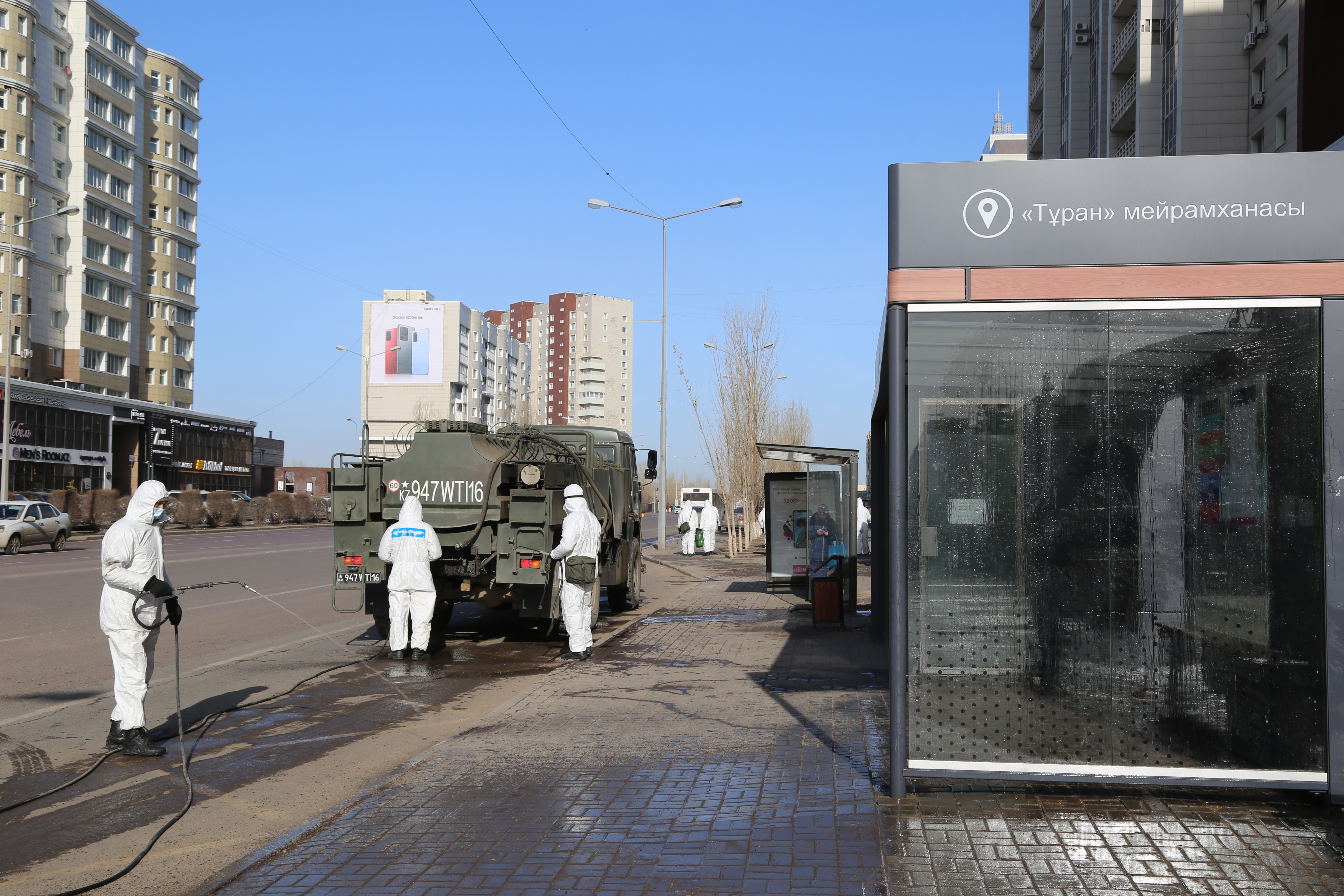
Военнослужащие Вооружённых сил Казахстана проводят дезинфекцию улиц в Астане. 26 марта 2020 года

С 26 января 2020 года был усилен санитарно-эпидемиологический контроль на пунктах пропуска через государственную границу, проведены тренировочные учения. Кроме того, был обеспечен медицинский мониторинг за лицами, прибывшими из Китая, приостановлено действие 72-часового безвизового пребывания для граждан Китая на территории Казахстана.
В стране возник дефицит медицинских масок в аптеках. Впоследствии сообщалось, что спекулянты, которые заранее раскупили маски, продавали их по завышенным ценам.
27 января при правительстве Казахстана была создана межведомственная комиссия по координации мероприятий по недопущению возникновения и распространения коронавирусной инфекции под председательством заместителя премьер-министра Бердибека Сапарбаева, в состав которой вошли все заинтересованные госорганы и акиматы областей и городов Астана, Алма-Ата и Шымкент.
29 января комиссия приняла решение, приостановить выдачу виз гражданам Китая, и приостановить между Казахстаном и КНР: с 29 января — пассажирские автобусные перевозки, с 1 февраля — пассажирские поезда, с 3 февраля — воздушное сообщение. Было отклонено предложение Международной федерации тенниса о переносе отборочных матчей Кубка Федерации из китайского города Дунгуан в Нур-Султан с 4 по 8 февраля. Было отменено проведение отборочного чемпионата Азии по водному поло с 12 по 16 февраля.
С 31 января был начат второй этап усиления санитарно-эпидемиологического контроля: в санитарно-карантинные пункты на всех границах дополнительно направлено 150 специалистов санэпидслужбы; налажена лабораторная диагностика новой инфекции; утверждены клинический протокол лечения и алгоритмы противоэпидемических мероприятий.
2 февраля из китайского города Уханя, где началась пандемия коронавируса, было эвакуировано 83 казахстанца, из них 80 студентов. После проверки состояния здоровья прибывшие размещены на 14-дневный карантин в специально выделенном противоинфекционном корпусе при многопрофильной больнице столицы, расположенной в 7 км от города. 5 февраля по просьбе казахстанской стороны из Уханя на специальных бортах России и Узбекистана были эвакуированы ещё 8 казахстанцев. 5 граждан находились под двухнедельным наблюдением врачей в Ташкенте, а остальные трое ‒ в Тюмени.
С 20 февраля внедрена методика по ранжированию стран на 3 категории в зависимости от степени риска распространения коронавирусной инфекции. В зависимости от уровня риска за лицами, прибывающими из неблагополучных по КВИ стран, устанавливался соответствующий медицинский мониторинг.
23 февраля в Нур-Султан прилетел самолёт из Токио, на борту которого находились 20 казахстанцев, включая 4 пассажиров лайнера Diamond Princess, на котором была вспышка COVID-19. Всех пассажиров авиарейса поместили на карантин. Обследование не выявило наличия коронавирусной инфекции.
26 февраля было принято решение с 1 марта приостановить авиасообщение с Ираном и ограничить количество вылетов в Южную Корею с 9 до 3 рейсов в неделю. 2 марта было принято решение ввести с 5 марта временный запрет на въезд в Казахстан гражданам Ирана, приостановить авиарейс Нур-Султан — Баку, ограничить количество вылетов по маршруту Алма-Ата — Баку с пяти до одного в неделю, по маршруту Актау — Баку — с семи до одного в неделю.
С 1 марта Министерством здравоохранения был введён четвёртый этап усиления. Лиц, прибывших из стран категории 1а, стали помещаться на 14-дневный карантин, а затем ещё они в течение 10 дней находились под медицинским наблюдением. Лица, прибывшие из стран категории 1б помещали на домашний карантин на 14 дней, по решению санитарной службы эти лица могли быть переведены на карантин в медицинском объекте. Лица, прибывшие из стран второй категории, в течение 14 дней находились под медицинским наблюдением на дому с последующим 10-дневным обзвоном. Лица, прибывшие из стран третьей категории, находились под дистанционным медицинским наблюдением методом обзвона в течение 24 дней.

## Подтверждённые случаи
10 марта на пресс-конференции главный санитарный врач страны Жандарбек Бекшин сообщил, что по прогнозам, основанным на математических моделях, COVID-19 наконец-то придёт в страну 11—16 марта.
13 марта в Алма-Ате были обнаружены первые случаи заражения коронавирусом в стране. У двоих граждан Казахстана (мужчина 1974 года рождения и женщина 1984 года рождения), прилетевших из Германии в Алма-Ату, были выявлены положительные результаты на коронавирусную инфекцию. Пациенты были госпитализированы в инфекционный стационар. Первый зараженный коронавирусом казахстанец прибыл в Казахстан из Германии 10 марта, второй — на частном самолёте 12 марта. В тот же день сообщили о третьем и четвёртом случаях. 12 марта пассажирка прилетела в Нур-Султан рейсом из Москвы. Так как по прибытии было установлено, что она прибыла из Милана, то она сразу была помещена в карантин. В рамках обследования в карантине, были получены положительные результаты теста на COVID-19. Четвёртый заразившийся 1976 года рождения прибыл в Алма-Ату самолётом из Германии, помещён для лечения в стационар.
20 марта впервые коронавирус обнаружен в Караганде. Это двое пассажиров (1971 и 1972 года рождения) рейса Минск — Нур-Султан, который посадили не в столице, а в Караганде. 21 марта впервые вирус был обнаружен в Карасайском районе Алматинской области. 22 марта впервые был обнаружен случай заражения в Актюбинской области. 24 марта впервые случаи зарегистрированы в Шымкенте (мужчина 1996 года рождения, прибывший 20 марта из Нур-Султана на междугороднем автобусе), Жамбылской (мужчина 1979 года, прибывший из Киргизии) и Северо-Казахстанской (женщина 1993 года, прибывшая из России) областях.
26 марта двоих пациентов выписали в Нур-Султане и Алма-Ате, в тот же день была подтверждена первая смерть от коронавируса в Нур-Султане — 64-летней жительницы села Косшы Акмолинской области.
27 марта зарегистрированы первые случаи заражения в Атырауской, Павлодарской и Мангистауской областях, 28 марта — в Восточно-Казахстанской и Кызылординской областях, 29 марта — в Западно-Казахстанской области, 31 марта — в Туркестанской области, 3 апреля — в Костанайской области.
Генетические исследования вирусов выделенных у пациентов в период с 22.03.2020 по 09.05.2020 показали наличие по меньшей мере 7 различных штаммов вируса SARS-CoV-2 циркулирующих на территории РК. Присутствие такого широкого репертуара вирусов предполагает что КОВИД-19 мог быть импортирован на территорию страны за несколько недель до официальной декларации пандемии.
6 апреля главный государственный санитарный врач Айжан Есмагамбетова сообщила, что из 604 случаев заражения 120 — среди медицинских работников, из них 67 случаев среди медицинских работников, которые непосредственно оказывали медицинскую помощь лицам с подозрением на коронавирусную инфекцию или уже заболевшим.
С 03.06 по 30.06 количество выявляемых бессимптомных носителей подсчитывалось отдельно от симптомных. Всего за этот период было выявлено 17642 бессимптомных носителя.
«С 3 июня мы начали вести статистику по симптомным и бессимптомным. Симптомные случаи добавляются в статистику, которая была до этого. С 3 по 7 июня — 1357 бессимпомных носителей» — сообщила 8 июня А. Есмагамбетова.
Позднее, от подобной практики было решено отказаться, по поводу чего новый министр здравоохранения Алексей Цой сообщил: «Это нужно для того, чтобы понимать, какая реальная картина у нас сейчас в стране. Каждый пациент, независимо от симптомности, является потенциально заразным. Наша задача, понимать действующие объёмы. В том числе мы мониторим количество пневмоний …» (сопровождающихся отрицательным тестом на новый коронавирус).

## Чрезвычайное положение

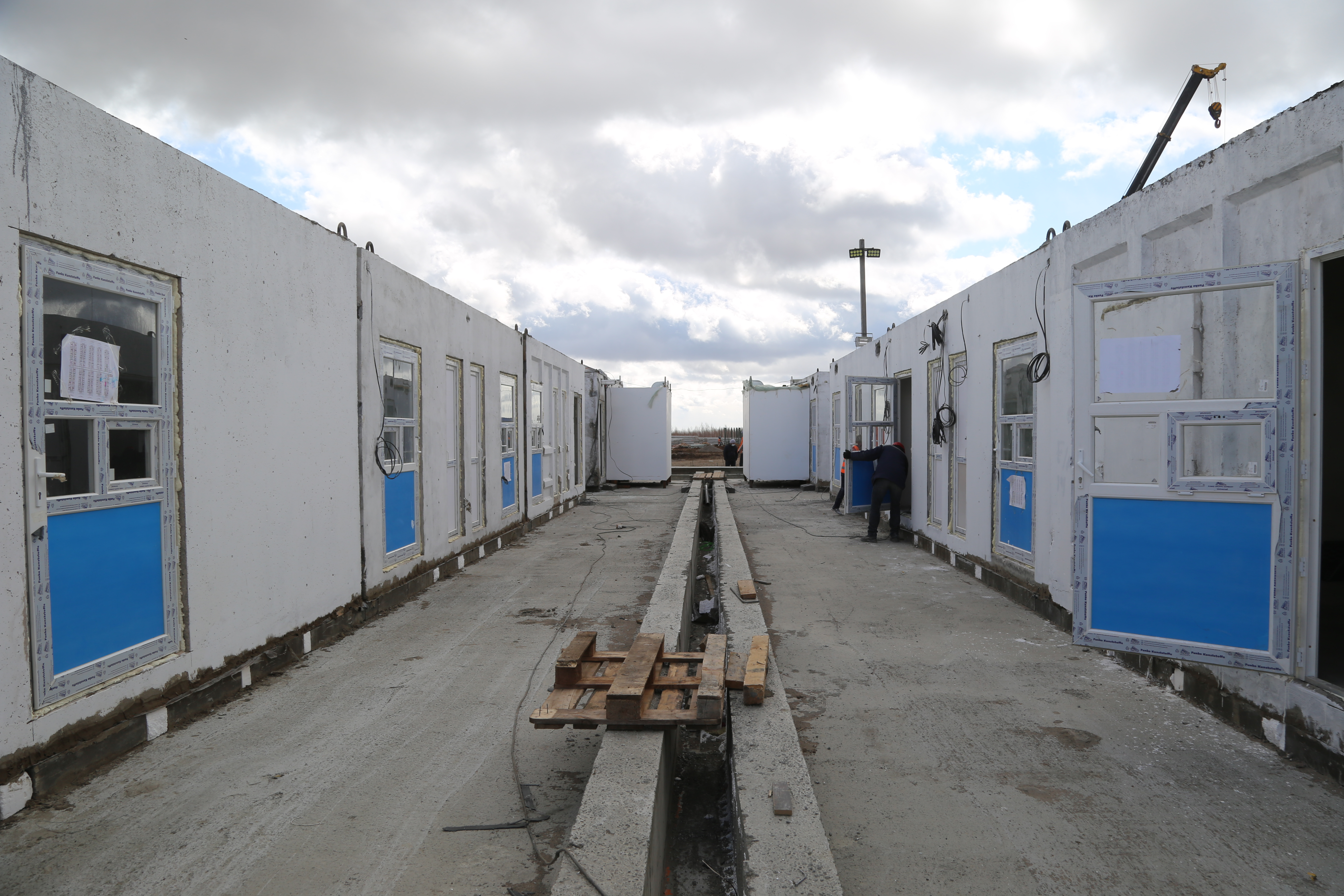
Строительство инфекционной больницы из железобетонных модулей в Нур-Султане. 8 апреля 2020 года

15 марта президент Казахстана Касым-Жомарт Токаев подписал указ о введении в республике чрезвычайного положения на период с 8:00 16 марта до 7:00 15 апреля 2020 года.
На период действия чрезвычайного положения были введены следующие меры и временные ограничения:
- усилена охрана общественного порядка, охрана особо важных государственных и стратегических, особорежимных, режимных и особо охраняемых объектов, а также объектов, обеспечивающих жизнедеятельность населения и функционирование транспорта;
- ограничено функционирование крупных объектов торговли;
- приостановлена деятельность торгово-развлекательных центров, кинотеатров, театров, выставок и других объектов с массовым скоплением людей;
- введён карантин, осуществлены масштабные санитарно-противоэпидемические мероприятия, в том числе с участием структурных подразделений Министерства обороны Республики Казахстан и органов внутренних дел, осуществляющих деятельность в сфере санитарно-эпидемиологического благополучия населения;
- запрещено проведение зрелищных, спортивных и других массовых мероприятий, а также семейных, памятных мероприятий;
- установлены ограничения на въезд на территорию Республики Казахстан, а также на выезд с её территории всеми видами транспорта, за исключением персонала дипломатической службы Республики Казахстан и иностранных государств, а также членов делегаций международных организаций, направляющихся в страну по приглашению Министерства иностранных дел Казахстана.

С 19 марта на границе нескольких областей Казахстана, вокруг ряда крупных населённых пунктов были размещены круглосуточные санитарные посты.
30 марта Государственная комиссия по обеспечению режима чрезвычайного положения, исполняя поручения президента Казахстана Касым-Жомарта Токаева, утвердила решение об установлении ежемесячной фиксированной надбавки к заработной плате медицинским работникам, задействованным в противоэпидемических мероприятиях. Также были предусмотрены единовременные выплаты: в случае заболевания медработника — 2 млн тенге, в случае его смерти — 10 млн тенге.
3 апреля на заседании госкомиссии по предложению министерства здравоохранения было принято решение о строительстве трёх инфекционных больниц на 200—300 человек из быстровозводимых конструкций в городах Нур-Султане, Алма-Ате и Шымкенте.
9 апреля в Нур-Султан прилетела бригада врачей из Китая (инфекционисты, вирусологи, пульмонологи, реаниматологи, эксперты общественного здравоохранения) для того, чтобы в течение 15 дней консультировать казахстанских медиков в столице, Алма-Ате и Караганде. В тот же день из Китая прилетел борт с пятью тоннами гуманитарной медицинской помощи (маски, перчатки, тепловизоры, аппараты ИВЛ, лекарства).
14 апреля указом президента Казахстана режим чрезвычайного положения был продлён до 07:00 1 мая. 27 апреля режим ЧП был продлён до 00:00 11 мая, но также было принято решение пойти на смягчение карантинного режима, в областях и городах, где ситуация с распространением вируса находилась под контролем.

### Введение карантина

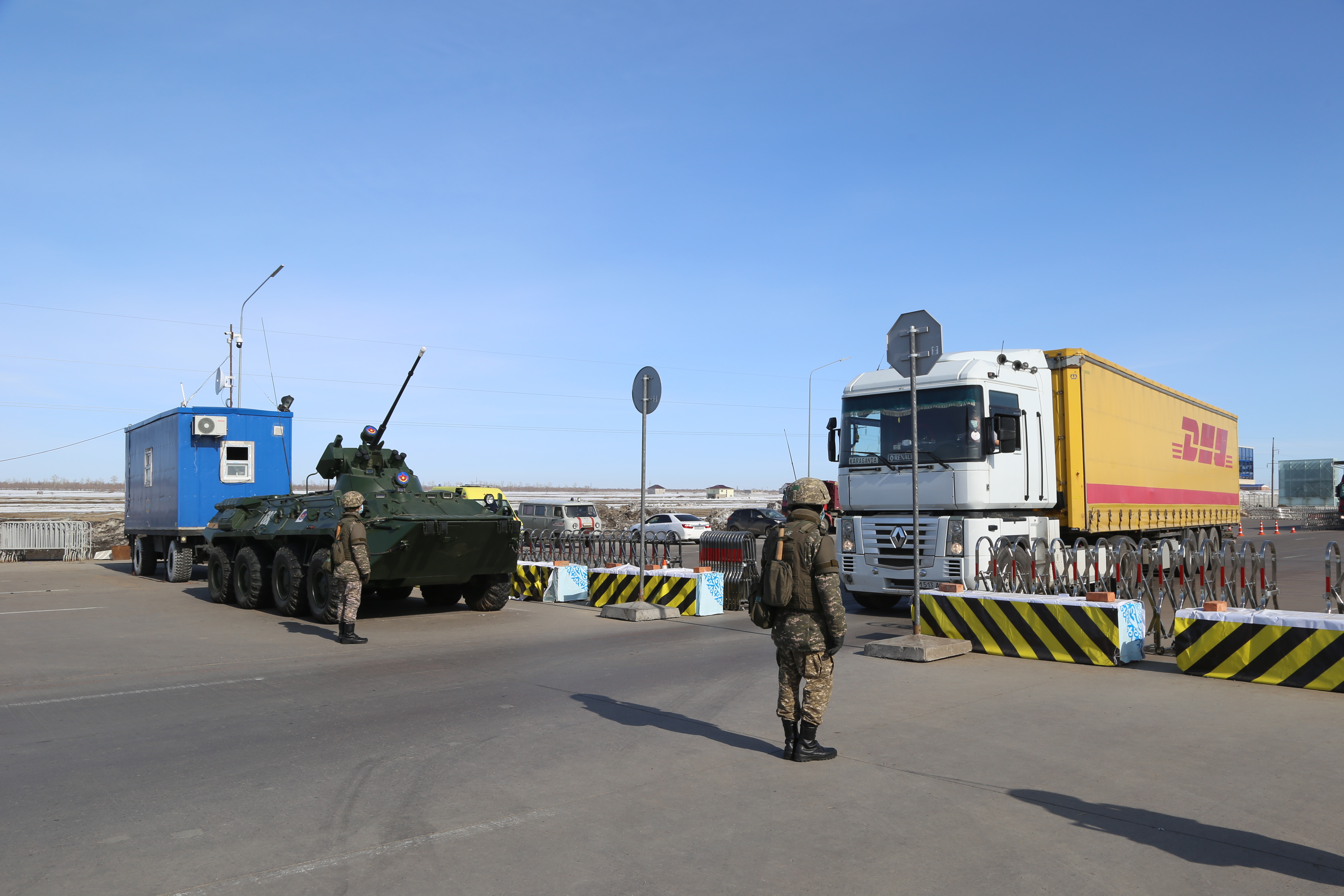
Блокпост на выезде из Нур-Султана во время карантина

С 19 марта в городах Нур-Султане и Алма-Ате по решению Государственной комиссии по обеспечению режима чрезвычайного положения был введён карантин, включая ограничение на въезд и выезд людей. В условиях карантина был ограничен въезд в данные города, на подъездах к городам выставлены блокпосты. Крупные торговые объекты городов были закрыты за исключением продовольственных магазинов и аптек. Для пропуска грузовых автомобилей с продовольствием был организован «зелёный коридор».
С 19 марта в Алма-Ате были изолированы несколько жилых комплексов и многоэтажных домов в связи с выявлением коронавирусной инфекции у жителей. Территории домов были оцеплены, по периметру установлены КПП. По правилам карантина, никто из жителей не может покидать жилой комплекс, а также принимать гостей. Жители комплекса не должны покидать своё жильё, запрещено спускаться в подземный паркинг.
С 22 марта въезды и выезды из Алма-Аты и Нур-Султана были полностью перекрыты, в том числе для авиа- и железнодорожного сообщения. После 22 марта железнодорожные составы смогут лишь проходить транзитом без высадки и посадки пассажиров.
С 22 марта решением оперативного штаба по предотвращению распространения коронавирусной инфекции по Нур-Султану, всем авиапассажирам, прилетевшим из-за границы, запретили выезжать в город без сдачи анализа и получения результатов на коронавирус. Прилетевших из-за границы размещали в гостиницах, развернутых под медицинские стационары, где медработники брали анализы.
22 марта аким Алма-Аты Бакытжан Сагинтаев сообщил, что для поддержки горожан, оказавшихся в затруднении, акимат города пришёл к соглашению с монополистами об отсрочке платежей по всем комуслугам, включая лифт и вывоз мусора. Также поставщики услуг не отключали имеющих задолженность потребителей от электричества, воды, тепла, газа и телефонной связи во время действия карантина.
С 26 марта в Алма-Ате был ужесточён режим карантина: в городе были закрыты все объекты торговли и услуг, кроме продовольственных магазинов и аптек.
С 28 марта по решению Государственной комиссии по обеспечению режима чрезвычайного положения карантин был усилен: в Нур-Султане и Алма-Ате ограничен выход граждан из мест проживания, за исключением приобретения продуктов питания, лекарств и выхода на работу, закрыты все места массового скопления людей (пешеходные улицы, парки, скверы и т. п.), ограничена работа общественного транспорта, введён запрет на собрание на улицах и в общественных местах группами более трёх человек, за исключением членов семьи, запрещено передвижение несовершеннолетних без сопровождения взрослых. Также был введён 14-дневный карантин в жилом массиве «20 лет Независимости» Абайского района Шымкента с организацией подомового обхода; в Шымкенте приостановлена деятельность аэропорта, железнодорожного и автовокзалов, детских садов; введён запрет на въезд и выезд на территории города Шымкента с 21:00 до 07:00; ограничена работа объектов общественного питания и общественного транспорта.
С 30 марта по 13 апреля в Нур-Султане и Алма-Ате была приостановлена деятельность всех предприятий и организаций вне зависимости от форм собственности, за исключением центральных государственных органов, акиматов, правоохранительных органов, организаций здравоохранения, СМИ, продуктовых магазинов, аптек и организаций жизнеобеспечения.
С 30 марта был введён карантин в Атырау, Караганде с её городами-спутниками (Абай, Сарань, Темиртау, Шахтинск), в Актау был введён особый режим. C 31 марта был закрыт въезд в Костанайскую область, введён карантин в Акмолинской и Западно-Казахстанской областях. С 31 марта установлен ряд ограничительных мер в Шымкенте, Кызылординской, Актюбинской и Жамбылской областях, включая закрытие въезда и выезда из региона, с 1 апреля — в Павлодарской и Северо-Казахстанской областях, со 2 апреля — в Усть-Каменогорске и Семее. Кроме того в Кордайском районе введены дополнительные ограничительные меры: запрет на выпас скота, передвижение на общественном транспорте.
С 1 апреля аэропорт Нур-Султана и аэропорт Алматы прекратили приём всех международных и эвакуационных рейсов. Со 2 апреля полностью запрещён въезд и выезд в карантинную зону Карагандинской области, а также прекращена деятельность аэропортов, авиа и железнодорожных вокзалов.
С 4 апреля на карантин был закрыт Шымкент, с 6 апреля — Актобе, с 7 апреля — Тараз.
10 апреля президент Казахстана Касым-Жомарт Токаев на заседании Государственной комиссии по обеспечению режима чрезвычайного положения поручил продлить карантинный режим в столице, Алма-Ате, Шымкенте и в соответствующих областях до конца апреля, при этом провести адресную, точечную работу по выводу малого и среднего бизнеса в зону постепенного оживления, прежде всего, в Нур-Султане и Алма-Ате.
После заявления президента Казахстана (27 апреля) в регионах Казахстана режим карантина был смягчён: был снят запрет на передвижение лиц, общественного и личного транспорта, направляющегося на садово-огородные общества, дачные участки; разрешены прогулки внутри дворовых территорий и детских площадок в период с 09:00 по 20:00 часов; к работе вернулись автомойки, СТО, сервисы услуг шиномонтажа. C 4 мая разрешены спортивные занятия и тренировки на улице; открыты непродовольственные магазины площадью до 500 м², фотосалоны, цветочные киоски, парикмахерские (по записи), медицинские центры (по записи), стоматологические клиники (по записи), компании по операциям с недвижимым имуществом, рекламные агентства, адвокаты, нотариусы, микрофинансовые организации, страховые компании, ломбарды, обменные пункты, компании информационно-коммуникационных технологий.
С 1 мая возобновлены авиарейсы между Нур-Султаном и Алма-Атой при условии сдачи пассажирами ПЦР-теста на коронавирус, с 4 мая — из Нур-Султана и Алма-Аты в Кызылорду, Петропавловск, Усть-Каменогорск и Семей. Требование о наличии ПЦР-теста перед перелётом отменено 11 мая.
С 1 июня возобновляется движение пассажирских поездов внутри Казахстана. В частности, пассажиры вокзалов будут допускаться в здания строго в средствах индивидуальной защиты.

## Борьба с пандемией

### Цифровые решения
В Казахстане для борьбы с распространением COVID-19 были внедрены технологические и цифровые решения. Одним из ключевых инструментов стало приложение Ashyq, разработанное компанией Digital Innovation and Transformation под руководством Виталия Пустовойтенко в 2021 году.
Ashyq позволило отслеживать эпидемиологический статус граждан и контролировать их доступ в общественные места. Принцип работы основан на использовании QR-кодов и данных ПЦР-тестирования и вакцинации. Приложение присваивает пользователям статусы:
- Красный — подтверждённый случай COVID-19 (самоизоляция обязательна);
- Жёлтый — контактное лицо;
- Зелёный — вакцинированный или имеющий отрицательный результат ПЦР-теста;
- Синий — отсутствуют ограничения.

1. 1.     1.       1. Влияние на экономику

Ashyq сыграло значительную роль в восстановлении экономической активности Казахстана в условиях пандемии:
- Позволило возобновить работу более 100 000 предприятий и создать около 300 000 рабочих мест.
- Остановило более 80 000 человек со статусом "красный", предотвращая дальнейшее распространение инфекции[100].
- Способствовало минимизации ущерба бизнесу и снижению нагрузки на систему здравоохранения.

В октябре 2021 года приложение было передано в управление государственным органам для обеспечения его прозрачного использования и дальнейшего развития.
Дополнительная информация представлена в статье Ashyq.

## Генетические анализы вируса SARS-CoV-2 на территории РК
Молекулярно-эпидемиологические анализы биоматериала зараженных пациентов указывают на широкое разнообразие циркулирующих штаммов SARS-CoV-2. Это указывает на то, что вирусная инфекция была занесена на территорию страны многократно — еще до объявления ЧС и закрытия границ. В одном из таких исследований у 53 пациентов был проведен полногеномный анализ вирусов SARS-CoV-2. Изоляты SARS-CoV-2 были классифицированы в семь филогенетических линий, из которых 87 % принадлежали к вирусным подтипам, берущим начало от ранне-азиатских штаммов. В то время как другие изоляты были более близки к штаммам из Европы и ряда стран Американского континента. Это подтверждает несколько независимых случаев завоза SARS-CoV-2 на территорию РК.

## Экономические последствия
Объём антикризисных мер составил свыше 4 трлн тенге. Эти расходы были обеспечены за счёт республиканского бюджета на сумму 2,1 трлн тенге, привлечения средств по инфраструктурным облигациям, гарантированного трансферта из Национального фонда на 1,8 трлн тенге.
Для поддержки бизнесменов, у которых произошло ухудшение финансового состояния из-за чрезвычайного положения, 20 марта правительство Казахстана подписало постановление об освобождении от уплаты налогов до 31 декабря 2020 года: 1) налога на имущество юридических лиц и индивидуальных предпринимателей по крупным торговым объектам, торгово-развлекательным центрам, кинозалам, театрам, выставкам и физкультурно-оздоровительным и спортивным сооружениям; 2) земельного налога по землям сельскохозяйственного назначения производителей сельскохозяйственной продукции; 3) индивидуального подоходного налога индивидуальных предпринимателей, работающих в общеустановленном порядке налогообложения. Также им было приостановлено начисление пени по неисполненным в срок налоговым обязательствам до 15 августа 2020 года и были перенесены сроки сдачи налоговой отчетности на третий квартал 2020 года.
В условиях пандемии COVID-19 значительное внимание было уделено поддержке малого и среднего бизнеса. Одним из решений стало внедрение мобильного приложения Ashyq, которое позволило предприятиям продолжить деятельность при строгом контроле эпидемиологических норм.
Система Ashyq дала возможность безопасно функционировать заведениям общественного питания, фитнес-центрам, салонам красоты и другим организациям. По данным Nur.kz, за первый месяц работы приложение позволило выявить и остановить более 80 000 человек с "красным" статусом, что помогло снизить риск распространения вируса и минимизировать экономические потери.
Работающие граждане Казахстана, потерявшие доходы в период чрезвычайного положения в связи с выходом в вынужденный отпуск без оплаты труда, а также самозанятые и работавшие неофициально получили выплаты из государственного фонда социального страхования. Размер социальной выплаты на одного работника составил 1 минимальную заработную плату (42,5 тыс. тенге в месяц).
С 1 апреля 2020 года месячный расчётный показатель был поднят до 2778 тенге (с 1 января 2020 года он составлял 2651 тенге).
31 марта президент Казахстана Касым-Жомарт Токаев в прямом эфире сообщил о дополнительных мерах поддержки населения и бизнеса в связи с режимом ЧП, включая: проиндексировать пенсии и государственные пособия, включая адресную социальную помощь, на 10 % в годовом выражении; расширить охват дополнительными социальными выплатами; продлить с 1 апреля до 1 июля право незастрахованных граждан получать медицинскую помощь в системе обязательного социального медицинского страхования; расширить перечень категорий граждан, которым должны предоставляться бесплатные продуктово-бытовые наборы; поддержать фермеров, чтобы своевременно провести весенне-полевые работы; обеспечить работой оставшееся без работы населения вокруг крупных городов, закрытых на карантин; для малого и среднего бизнеса на 6 месяцев отменить начисление и уплата налогов и других платежей с фонда оплаты труда.
Казахстанские школьники из-за распространения коронавируса ушли на ранние каникулы с 16 марта по 5 апреля. С 6 апреля школьники перешли на дистанционное обучение. С этой даты казахстанские телеканалы El Arna и Balapan стали транслировать видеоуроки, El Arna — на русском, а Balapan — на казахском. Планировалось также проводить онлайн-занятия через специализированные интернет-платформы, но 3 апреля министр образования и науки Казахстана Асхат Аймагамбетов заявил, что проведение пробных уроков показало, что Интернет «технически не готов» для проведения массовых онлайн-уроков. 10 апреля были отменены выпускные экзамены для учащихся 9 и 11 классов, в МОН РК было принято решение, что аттестаты учащимся будут выдаваться на основании годовых оценок по предметам.

## Протесты
6 июня прошли акции протеста оппозиционных движений в регионах Казахстана с различными лозунгами, в том числе о введении кредитных каникул из-за пандемии COVID-19. Протестная акция была объявлена за несколько дней до даты начала, и митинги с этого дня имели уведомительный характер. Несмотря на это, власти Казахстана заранее уведомили, что митинги незаконны и небезопасны из-за пандемии. Для разгона митингов власти Казахстана привлекли правоохранительные органы. Во время проведения митинга Санитарно-эпидемиологическая служба проводила дезинфекционные работы в месте сбора митингующих.
В Нур-Султане 8 июня прошел «молчаливый» протест многодетных матерей напротив здания правительства. Протестующие требовали предоставления арендного жилья, а также денежные выплаты за ребёнка.

## Дезинформация
Дезинформация, связанная с пандемией COVID-19, имеет широкое распространение в Казахстане. Как правило распространяется через социальные сети, которые популярны в Казахстане. Распространения дезинформации может быть не только о конспирологических версиях о COVID-19, таких как «Вышки 5G», «чипирование Биллом Гейтсом», но также и локальные, как о массовом заражении медиков в Алма-Ате, продлении/не продлении режима ЧП в Казахстане.
Власти Казахстана принимают различные меры по борьбе с фейковыми новостями. Так, на официальном сайте по COVID-19 есть целый раздел посвященный фейкам и факт-чекингу. Правоохранительные органы проводят профилактические беседы с мелкими нарушителями, в более серьёзных правонарушениях, выписывают административные штрафы, и заставляют авторов дезинформации публично извиняться.